# 北洋材
北洋材（ほくようざい）とは、ロシアのシベリア地方で産出され輸出される木材のこと。2000年代からは経済発展がめざましい中華人民共和国への輸出が急増。材価が上昇する傾向にある。長らく日本の木材需要を支えてきた存在だが、2010年以降は日本への輸出は激減している。

## 概要
語源は、日本において南洋材と対比する意味で用いられたことから。アカマツ、カラマツ、エゾマツなどの針葉樹からなる。30cm程度の小径木が主体で、日本では製材や合板、製紙の原材料に用いられる。

## 日本への輸入
1920年代からソビエト連邦産木材の日本への輸入が始まった。
1927年（昭和2年）には、日本の林業シンジケートがウラジオストク管区内で110万ヘクタールの森林利権を獲得している。その後、第二次世界大戦時に輸出が中断。1954年（昭和29年）に輸入が再開し現在に至る。
北洋材の取引量や価格は、日本とソビエト連邦の経済状況や思惑により左右された。1970年代の日本の住宅ブームで北洋材の取扱量が26万立方メートルと順調に拡大する中、1973年（昭和48年）末にソビエト連邦側は日本に余力があるものと見込んで輸出価格を引き上げた。しかしその直後に、オイルショックなどの影響により日本国内の木材価格が暴落。1974年（昭和49年）には日本国内に木材がだぶついたため、日本の商社は北洋材の引き取りを拒否。一方で木材の伐採現場では、流通の停滞にお構いなく経済計画通りの量の木材が生産されたため、ナホトカ港などの木材バースには大量の木材が積み上げられた。また、当時の貿易はバーター取引であったため、ソビエト連邦側も予定していた物資が手に入らないという事態になった。また、1980年代の日本の木材需要が伸びたバブル景気時は、ソビエト連邦の解体期にあたり生産が低迷した。
1990年代以降は400万から600万立方メートルという状況。2000年代からは、丸太状態の輸出から合板などへの加工品の輸出も増加しており、輸入量の10%程度を占めるようになってきた。ロシア政府は木材加工業の振興を支援しており、2007年には6.5%であった丸太の輸出関税を20%へ、さらに2009年1月までには80%への引き上げを発表（その後、2021年に延長された）。丸太の輸出から付加価値をつけた製品への輸出へ切り替えようとしている。
一方、2000年代に入ると中華人民共和国や大韓民国など近隣諸国の木材需要が増加していたため、北洋材の価格は上昇傾向にあった。2000年代末にかけて輸出関税措置の強化がとどめを刺す形で北洋材の日本への輸入量は激減。このため北洋材を多く取り扱ってきた富山県などでは木材取扱業の廃業や事業変更を強いられる業者が多く見られた。
2019年（令和元年）段階のロシア側の関税は、北洋カラマツ、エゾマツ、トドマツの丸太で40%。ただし製材やチップなど木材加工品を輸入する大規模業者には比率に応じて6.5%の減免措置がある。2021年（令和3年）には予定通り80%まで引き上げられた。
2022年（令和4年）4月12日、同年2月に発生したロシアのウクライナ侵攻を受け、日本はロシアからの木材（丸太、製材、チップ、合板）等の輸入を経済産業大臣の承認制とした。2023年（令和5年）、日本の丸太輸入量は1953年以来、70年ぶりのゼロとなった。

## 将来性
長年、原生林の切りやすい場所から切り、植林を行わないという収奪的な森林経営を繰り返してきたため、特に沿海州地方を中心に森林資源の減少が著しい。現在では、適地を求めて内陸部へ伐採地が拡大している状況にある。シベリア地方のタイガでは、森林の形成に非常に長い時間を要するため、将来的には資源の枯渇が懸念され、伐採規制の強化が実施されている（近年の北洋材の供給減少はこれが原因）。

## 伐採の現場
伐採の現場は、僻地かつ酷寒の厳しい環境にある。1967年、旧ソ連は数万人規模の外国人労働者（北朝鮮労働者）を受け入れ、森林伐採の一部に従事させ始めた。ソ連崩壊後も外国人労働者の受け入れは続いたが、2017年、国連安全保障理事会が北朝鮮による核実験とミサイル発射実験に対して制裁決議を可決すると、ロシア当局は全ての北朝鮮労働者を帰国させる方針を打ち出した。